# 속인주의
속인주의(屬人主義)는 국민을 중심으로 하여 법을 적용하자는 주의이다. 자국 영역 내에 위치하게 제한하는 것을 뜻하는 속지주의와는 반대어이다.